# Hlînnîkî, Slavuta
Hlînnîkî (în ucraineană Глинники) este un sat în comuna Hannopil din raionul Slavuta, regiunea Hmelnîțkîi, Ucraina.

## Demografie
Componența lingvistică a localității Hlînnîkî
     Ucraineană (98,95%)
     Alte limbi (1,05%)
Conform recensământului din 2001, majoritatea populației localității Hlînnîkî era vorbitoare de ucraineană (98,95%), existând în minoritate și vorbitori de alte limbi.